# Robert Pirès
Pour les articles homonymes, voir Pirès.
Robert Pirès, né le 29 octobre 1973 à Reims en France, est un footballeur international français évoluant au poste de milieu offensif ou d'ailier des années 1990 à 2010.
À la fois dribbleur et passeur, il commence sa carrière à Reims et rejoint le Football Club de Metz en 1992, où il passe six saisons mais remporte une seule compétition, la Coupe de la Ligue en 1996. La même année, il gagne le Trophée UNFP du meilleur espoir de la Ligue 1. Après la Coupe du monde 1998, il devient le nouveau meneur de l'Olympique de Marseille et atteint la finale de la Coupe UEFA en 1999.
Considéré comme l'un des meilleurs joueurs de l'histoire avec Arsenal FC, il s'impose en remportant deux titres de Championnat d'Angleterre en 2002 et 2004 et deux Coupe nationales en 2003 et 2005. A titre individuel, il se distingue en remportant le Footballeur de l'année de la FWA en 2002, décernée au meilleur joueur de l'année dans les compétitions anglaises, et gagne également le Onze de bronze en 2001 par le magazine français Onze Mondial, récompensant les meilleurs joueurs en Europe. Sa dernière année, il atteint la finale de la Ligue des Champions en 2006. Par la suite, il signe avec le Villarreal, Aston Villa et le FC Goa en Inde où il achève sa carrière en 2016.
Avec l'Équipe de France, il remporte la Coupe du monde 1998, le Championnat d'Europe 2000 et les Coupe des Confédérations en 2001 et 2003. Il participe à l'Euro 2004 mais n'est pas retenu pour le mondial deux ans plus tard. Déjà privé de la Coupe du monde 2002 en Asie pour une grave blessure, il rate la Coupe du monde 2006 en Allemagne où l'équipe de France ira jusqu'en finale.

## Biographie

### Formation et débuts à Reims
Robert Pirès naît le 29 octobre 1973 à la clinique des Bleuets de Reims, d'un père portugais Antonio Pirès employé d'une usine Valeo et d'une mère espagnole Maribel, femme de ménage. La mère, originaire d'Oviedo, arrive en France en 1963 tandis que le père, footballeur amateur, s'installe à Reims quatre ans plus tard. Durant les vacances, il se rend chaque année à Ponte de Lima, la ville de son père au Portugal et de temps en temps en Espagne où la famille de sa mère lui donne la passion du Real Madrid.
Robert commence le football avec l'objectif de mettre autant de buts que son père. Antonio marque alors près de 50 buts par saison avec les « Corpos » de chez Chausson, spécialiste de la fabrication de pièces automobiles. Robert commence en club à sept ans, à l'École de Sport Sainte-Anne de Reims, dans un stade qui porte désormais son nom. En 1983, il est champion de France des poussins avec son club de quartier, qui remporte la finale au Parc des Princes en lever de rideau de celle de la Coupe de France. Pirès et l'ES Sainte-Anne éliminent notamment l'AS Saint-Étienne et Lille lors des tours précédents.
En minimes première année, Robert Pirès rejoint le Stade de Reims, à l'âge de 15 ans. Mais son physique jugé trop frêle lui complique la tâche de s'imposer au milieu de coéquipiers plus grands et plus forts. Vers 15-16 ans, voulant arrêter, il est poussé par sa mère et finit par grandir, de vingt centimètres en quelques mois. Plus décidé que jamais après le sport-étude Colbert, il tire définitivement un trait sur l'école et intègre le centre de formation rémois.
Pirès est lancé dans le bain senior lors de la saison 1991-1992 où il prend part à cinq matchs de Division 3 pour deux buts avec l'équipe première.
En 1992, l'illustre club français dépose le bilan et ferme ses structures d'accueil. Au conseil de famille, on évoque Sedan et Lille mais on préfère retenir la proposition de l'émissaire du FC Metz,.

### Révélation au FC Metz (1992-1998)
En juillet 1992, Pirès arrive au FC Metz pour jouer sous les ordres de Joël Muller. Après à peine une saison de formation, il est déplacé sur le côté gauche et intègre le groupe professionnel dirigé par Joël Muller. Il prend part à son premier match en équipe première le 2 avril 1993, lors de la 30e journée de Division 1 où son équipe reçoit l'Olympique lyonnais au stade Saint-Symphorien (victoire 2-0). Le 24 septembre, lors de la saison suivante, il inscrit son premier but en D1 au stade Vélodrome face à l'Olympique de Marseille (3-0). Ses dribbles en mouvement font merveille tout comme sa vitesse de course qui déstabilise les adversaires.
En 1995, Pirès est proche de signer au Benfica Lisbonne, le club de cœur de son père. Avec son compère Cyrille Pouget, il forme un duo d'attaque qui permet à Metz de jouer les premiers rôles en championnat et de remporter la Coupe de la Ligue en 1996. Deux saisons plus tard, Metz est vice-champion de France.

### Confirmation avec l'Olympique de Marseille (1998-2000)
Fraîchement sacré champion du monde, Pirès accepte de relever le défi de l'Olympique de Marseille à l'été 1998. Meneur de jeu, instigateur de mouvement, il assume et s'impose, même s'il finit la saison frustré, devancé sur le fil pour le titre national par les Girondins de Bordeaux et battu par Parme en finale de la Coupe de l'UEFA. Au total, il dispute 47 matchs, inscrit neuf buts et offre quinze passes décisives toutes compétitions confondues.
Promu capitaine de la formation phocéenne, le second exercice est placé sous le signe de la crise. Malade de son football, Pirès doute. Mais il s'accroche au navire marseillais en perdition et sort, in extremis et grâce à l'aide d'un fasciathérapeute, la tête de l'eau pour faire partie du voyage à l'Euro 2000. Un an après son départ, il affirme que cette seconde saison l'a énormément servi et endurci. « De cette période, je déplore surtout l'hypocrisie et la jalousie en cours dans ce genre de club à la gestion anarchique, où personne ne dirige vraiment ». Malgré la volonté du Real Madrid, le club de ses rêves, Pirès ne se sent pas dans les meilleures conditions psychologiques et rejoint Arsenal.
En 2022, le magazine So Foot le classe dans le top 1000 des meilleurs joueurs du championnat de France, à la 106e place.

### Pilier d'Arsenal (2000-2006)

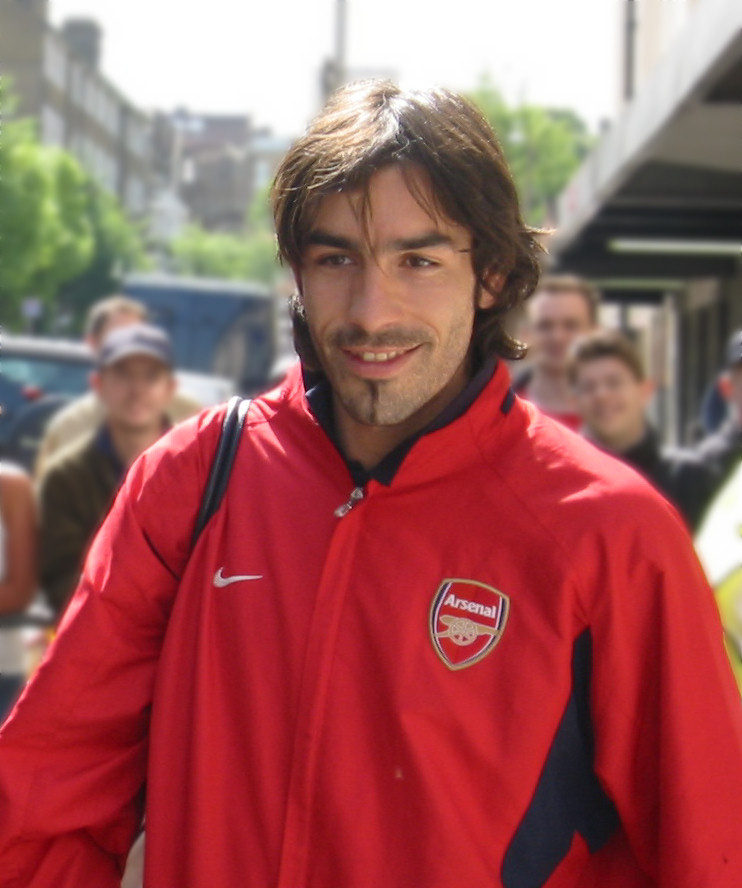
Pirès en 2004.

En juillet 2000, Robert Pirès rejoint l'Arsenal FC où il retrouve plusieurs joueurs français, tels que Thierry Henry, Patrick Vieira, Sylvain Wiltord, Gilles Grimandi et l'entraîneur Arsène Wenger. Pirès a pour tâche de remplacer Marc Overmars, parti au FC Barcelone. Le transfert est estimé à 66 millions de francs (environ 10 million d'euros), prix de sa clause libératoire.
Il joue son premier match sous ses nouvelles couleurs le 19 août 2000, lors de la première journée de la saison 2000-2001 de Premier League face au Sunderland AFC. Il commence la rencontre sur le banc avant de remplacer Fredrik Ljungberg, et son équipe s'incline ce jour-là par un but à zéro. Pirès inscrit son premier but pour Arsenal le 17 octobre 2000, à l'occasion d'une rencontre de Ligue des champions contre la Lazio Rome. Il entre en jeu à la place de Ray Parlour et inscrit le but égalisateur des Gunners en toute fin de match (1-1 score final).
À Arsenal, Robert Pirès s'impose comme l'un des éléments indispensables de l'équipe d'Arsène Wenger. Cette bonne période se prolonge lors de la saison 2001-2002. Définitivement adapté aux particularités du football anglais, Robert Pirès contribue aux bonnes performances d'Arsenal en Premier League.
Le 23 mars 2002, contre Newcastle en Coupe, Pirès réalise un bon match (un but et une passe décisive) avant de se blesser en retombant mal en voulant éviter un tacle. À l'issue du match, les médecins testent son genou et diagnostiquent une rupture des ligaments croisés. Le Français perd alors toute chance de finir la saison anglaise et de disputer la prochaine Coupe du monde. Un mois plus tard, il est opéré avant de prendre ses quartiers au CERS de Saint-Raphaël. Là-bas, il relativise sur la gravité de sa blessure aux côtés d'accidentés de la route. Cette blessure n'empêche pas Arsenal d'être sacré champion d'Angleterre et Pirès d'être élu joueur de l'année par les journalistes anglais. Aux côtés de Tiburce Darou, Pirès travaille dur pour revenir et, trois mois après l'opération, il retouche le ballon. Entre-temps, il voit ses compatriotes être éliminés dès le premier tour du Mondial asiatique. Il revient à Londres début septembre et passe un mois avec le préparateur physique d'Arsenal en marge du groupe. Il rejoue en amical le 15 octobre puis fait son retour officiel le 22 octobre contre l'AJ Auxerre en Ligue des champions où il remplace Gilberto Silva.
De retour à la compétition, Pirès retrouve rapidement son niveau. Il remporte la Coupe d'Angleterre avec les Gunners en marquant l'unique but des siens en finale face à Southampton.
La saison suivante confirme la forme retrouvée de Robert Pirès qui remporte un nouveau titre de champion avec Arsenal. Il finit meilleur passeur de Premier League avec 15 passes décisives. Les Gunners réussissent l'exploit de terminer leur saison invaincus en championnat.

### Meneur de jeu à Villarreal (2006-2010)
En 2006, Robert Pirès, en fin de contrat à Arsenal, opte pour le championnat d'Espagne en signant un contrat de deux ans à Villarreal. Avant même le coup d'envoi du championnat, il se blesse gravement au ligament croisé antérieur et son absence sur les terrains est prévue pour environ six mois.
Pirès fait son retour à la compétition mi-mars 2007 et devient vite une pièce maîtresse de l'équipe espagnole. Alors quatorzième, Villarreal termine la saison en trombe et remonte au classement pour obtenir une place qualificative pour la Coupe UEFA.
La saison 2007-2008 est dans la continuité de la fin de saison de son équipe, Villarreal enchaînant les victoires et côtoyant les premières places de la Liga. L'équipe subit cependant un sévère revers contre le Real Madrid (5-0) mais parvient peu après à infliger sa première défaite de la saison au FC Barcelone. Robert Pirès est élu homme du match et connaît les louanges de la presse ibérique. Villarreal termine la saison dauphin du Real Madrid.
En mai 2010, le club annonce le départ de Robert Pirès, son contrat se terminant en juin n'étant pas reconduit. Des clubs américains ainsi que plusieurs autres clubs sont intéressés,,. Il refuse par ailleurs une offre du Stade Malherbe de Caen.

### Pige à Aston Villa puis période sans club (2010-2011)
Libre de tout engagement depuis juin 2010, Pirès s'entraîne avec l'équipe première d'Arsenal jusqu'à mi-novembre et s'engage dans la foulée avec Aston Villa, équipe entraînée par Gérard Houllier, jusqu'à la fin de la saison. Le club de Birmingham, moyen dans ce début de championnat, est décimé par les blessures. Pirès est un premier renfort en attendant le mercato hivernal. Il joue son premier match pour Aston Villa le 21 novembre 2010 contre Blackburn Rovers, lors d'une rencontre de Premier League. Il entre en jeu et son équipe s'incline par deux buts à zéro. C'est également contre Blackburn que Pirès marque son premier et unique but pour Aston Villa, le 29 janvier 2010, à l'occasion d'un match de coupe d'Angleterre. Il est titularisé et participe à la victoire de son équipe par trois buts à un.
Le 27 mai 2011, le club anglais annonce que le milieu français est laissé libre.
Fin juin 2011, Robert Pirès repousse une offre du club français d'Évian Thonon Gaillard selon le journal l'Équipe, ce que le joueur dément. Début 2012, il retourne une nouvelle fois s'entraîner avec Arsenal pour se maintenir en forme.

### Fin de carrière en Inde (2012-2016)
En janvier 2012, l'IFA (Indian Football Association) annonce l'arrivée de Robert Pirès dans la nouvelle Premier League Soccer, le championnat indien du Bengale-Occidental débutant le 25 février. Le West Bengala est un championnat à six équipes. Après dix journées, les quatre premiers disputent deux demies et la grande finale se tient début avril. Les organisateurs confirment la présence d'autres footballeurs en fin de carrière ou jeunes retraités comme Fabio Cannavaro, Jay-Jay Okocha, Robbie Fowler et Hernán Crespo. Chaque joueur est mis aux enchères le 30 janvier suivant et Pirès s'engage avec le club d'Howrah, dans la banlieue de Calcutta, contre 800 000 $,. Toutefois, en février 2012, les organisateurs annoncent que le début du championnat est reporté à une date ultérieure, sans préciser de date. Robert Pirès déclare fin septembre 2012 que le championnat n'aura pas lieu mais qu'il ne prend pas pour autant sa retraite sportive.
En juillet 2013, Robert Pirès annonce qu'il prend sa retraite car il n'a pas retrouvé de clubs depuis plusieurs mois, mais un an plus tard, Robert Pirès joue à Goa FC pour la saison 2014, la première de l'Indian Super League.
Le 25 février 2016, Robert Pirès annonce sa retraite sur beIN Sports. Il est le dernier champion du monde 1998 à le faire, après plus d'une année sans jouer. Il déclare à cette occasion : « J'ai 42 ans donc à un moment donné il faut arrêter, il faut dire stop et puis surtout il faut laisser la place aux jeunes ».

### En équipe de France (1996-2004)
En décembre 1993, à peine un an après ses débuts professionnels, Robert Pirès enfile son premier maillot bleu à Montpellier avec l'équipe de France des moins de 20 ans face au Danemark (2-0). Il participe ensuite au Tournoi de Toulon avec les Bleuets avant de faire ses débuts en Équipe de France espoirs.
Après les JO d'Atlanta et une élimination en quart de finale face au Portugal, Pirès obtient la consécration d'une cape en équipe de France A. Le 31 août 1996, au Parc des Princes contre le Mexique, il remplace Patrice Loko à la 46e minute et devient international français. Un mois plus tard, au même endroit, il inscrit son premier but face à la Turquie.
Même s'il a parfois du mal à donner sa pleine mesure en Bleu, il brille en championnat de France dont il termine vice-champion 1998 et gagne, par sa polyvalence et quelques gestes décisifs, sa place pour la Coupe du monde française. Barré par l'indiscutable duo Zinédine Zidane-Youri Djorkaeff et par l'émergence de Thierry Henry, mais aussi victime de sa réputation de joueur inconstant et fragile psychologiquement, Robert Pirès n'a pas souvent l'occasion de s'exprimer. Une seule fois titularisé, contre le Danemark avec une prestation en demi-teinte, c'est lorsqu'il entre en jeu qu'il se libère et se montre plus tranchant. Face à l'Arabie saoudite, il est à l'origine du quatrième but. En huitième de finale face au Paraguay, il remplace Henry blessé à l'heure de jeu pour occuper le couloir droit. Durant la prolongation, il distille le centre piqué millimétré que David Trezeguet dévie pour Laurent Blanc, auteur du but en or. Champion comme ses coéquipiers, Pirès est fragilisé par les médiatiques mots d'Aimé Jacquet : « Muscle ton jeu, Robert ! » ; qui font preuve du manque de confiance en soi du joueur.
Revenu in extremis à son niveau après une saison 1999-2000 compliquée en club, Pirès est sélectionné pour disputer l'Euro 2000 par Roger Lemerre. Il passe la majeure partie de la compétition sur le banc : un match pour du beurre face aux Pays-Bas et 31 minutes contre le Portugal en demi-finale. Mais il se met en évidence lors de la finale remportée contre l'Italie où, après son entrée en jeu à gauche à la place de Bixente Lizarazu, il est auteur de la passe décisive pour David Trezeguet qui marque le but en or lors de la prolongation,,.
À Arsenal, Robert Pirès s'impose comme l'un des éléments indispensables de l'équipe d'Arsène Wenger. Cet état de forme se fait également sentir avec les Bleus. En juin 2001, lors de la Coupe des confédérations disputée en Asie, Pirès met à profit l'absence de Zinédine Zidane pour s'affirmer. Roger Lemerre déclare que « c'est mon premier récupérateur » et lui donne le rôle inhabituel de milieu défensif en raison de l'absence d'un certain nombre de titulaires comme Emmanuel Petit. À l'origine de tous les bons coups, travailleur en défense et brillant en attaque, le Gunner éclaire le jeu et prend définitivement une nouvelle dimension chez les Bleus. La France remporte le titre et Pirès est élu meilleur joueur et soulier d'or du tournoi. Il reconnaît qu'il se mettait jusque-là trop de pression en sélection et que son arrivée à Arsenal l'a transformé, en élément indispensable des champions du monde.
Au printemps 2002, une grave blessure au genou l'écarte des terrains pendant plusieurs mois et le prive de la Coupe du monde 2002, où l'équipe de France est éliminée au premier tour. Il remporte une nouvelle Coupe des confédérations avec les Bleus lors de l'été 2003. L'équipe de France est éliminée en quarts de finale de l'Euro 2004 contre le futur vainqueur grec.
Après l'Euro 2004, Pirès semble destiné à devenir l'un des leaders de la nouvelle équipe de France mais à la suite de déclarations critiques dans la presse, ainsi que de probables différends d'ordre privé,, il n'est plus appelé en sélection par Raymond Domenech à partir l'automne 2004. Fin 2005, il fait des excuses publiques et espère avoir une chance de participer à la Coupe du monde 2006 organisée par Allemagne, mais sans succès. Après le Mondial 2006, l'Équipe de France ne sera plus qu'un souvenir pour Robert Pirès qui ne figure même plus dans les présélections de Raymond Domenech, scellant définitivement sa carrière avec les Bleus et son mince espoir de participer par la suite à l'Euro 2008 organisé par l'Autriche et la Suisse et ce malgré sa bonne saison avec le Villarreal CF (2e de Liga cette année-là).

### Autres activités
Robert Pirès est parrain de deux associations au début des années 2000 : « Stars de Champagne », qui aide les enfants atteints de mucoviscidose, et « SOS Villages d'enfants », qui trouve des structures familiales et des toits pour des enfants orphelins grâce à l'opération « Frères de foot ».
Comme 45 autres footballeurs, Pirès prend part au Live for Love United de la FIFA. Le single se vend lors de la Coupe du monde 2002 et les bénéfices des ventes sont reversés à une association de recherche sur le SIDA.
Entre 2002 et 2004, Robert Pirès anime Le Club Pirès chaque jeudi de 20h00 à 21h00 sur la radio Europe 1. Pendant la Coupe du monde 2010, il est consultant pour la chaine TF1. En septembre 2011, Pirès rejoint de nouveau l'équipe de consultants d'Europe 1, où il intervient le week-end en compagnie de Guy Roux, Jean-Charles Banoun et Alban Lepoivre lors des rendez-vous football et des grands matchs. En juin 2012, Pirès rejoint la chaîne BeIn Sports en qualité de consultant pour l'Euro 2012 puis pour la Ligue des champions dans l'émission Le Club des Champions.
En 2010, il fait une apparition dans le clip de la chanson Désolé interprétée par le groupe de rap Sexion d'Assaut où il joue le rôle d'un ambulancier et participe à la chanson caritative écrite par le rappeur Kery James pour les victimes du séisme d'Haïti.
À l'ouverture des paris sportifs en France, Robert Pirès devient consultant pour le PMU et propose des pronostics sur le football.
Le 25 mai 2011, paraît son autobiographie Les canards ne savent pas tacler aux éditions Prolongations.
En 2019, Robert Pirès quitte BeIn Sports pour rejoindre Canal+ et commenter les matchs de Premier League.
Il rejoint la chaîne M6 à la rentrée 2020 pour commenter les matchs de l'équipe de France de football aux côtés de Xavier Domergue, en provenance de BeIn Sports. Il reste alors également consultant pour Canal+. Il analyse les atouts des Bleus pour l’Euro 2020, qui se tient du 12 juin au 12 juillet 2021. Présent aux commentaires des matchs des Bleus sur M6, l’ancien international français avait fait l’objet de critiques acerbes sur sa façon de faire vivre les rencontres de la part des téléspectateurs, qui lui reprochaient parfois un manque de vitalité et d’analyse dans ses prises de parole.

### Filmographie
- Sur la route de Papa (2025) : lui-même[54]

## Style de jeu
Sa polyvalence lui permet d'être aussi à l'aise sur les côtés que dans l'axe. Naturellement porté vers le but, fameux dribbleur-passeur-buteur, l’élégant Robert Pirès se distingue par la précision de ses gestes.
Lors de son arrivée au FC Metz, l'ailier droit est replacé sur le couloir gauche. Ses dribbles en mouvements et sa vitesse de course déstabilisent alors les défenses de D1. Il s'impose ensuite comme meneur de jeu à son arrivée à l'Olympique de Marseille. Mais Pirès manque alors de confiance en lui et cela se traduit par une faible prise de risque. En juin 2001, lors de la Coupe des confédérations, il met à profit l'absence de Zinédine Zidane pour s'affirmer. À l'origine de tous les bons coups, travailleur en défense et brillant en attaque, le Gunner éclaire le jeu et prend définitivement une nouvelle dimension.

## Statistiques

### Générales par saison
| Saison                | Club                   | Championnat           | Championnat | Championnat | Championnat | Coupe nationale | Coupe nationale | Coupe nationale | Coupe de la Ligue | Coupe de la Ligue | Coupe de la Ligue | Supercoupe | Supercoupe | Supercoupe | Compétition(s) continentale(s) | Compétition(s) continentale(s) | Compétition(s) continentale(s) | Compétition(s) continentale(s) | France | France | France | Total | Total | Total |
| Saison                | Club                   | Division              | M.          | B.          | P.d.        | M.              | B.              | P.d.            | M.                | B.                | P.d.              | M.         | B.         | P.d.       | Comp.                          | M.                             | B.                             | P.d.                           | M.     | B.     | P.d.   | M.    | B.    | P.d.  |
| 1991-1992             | Stade de Reims         | D3                    | 5           | 2           | -           | -               | -               | -               | -                 | -                 | -                 | -          | -          | -          | -                              | -                              | -                              | -                              | -      | -      | -      | 5     | 2     | 0     |
| 1992-1993             | FC Metz B              | D3                    | 23          | 5           | -           | -               | -               | -               | -                 | -                 | -                 | -          | -          | -          | -                              | -                              | -                              | -                              | -      | -      | -      | 23    | 5     | 0     |
| 1992-1993             | FC Metz                | D1                    | 2           | 0           | -           | -               | -               | -               | -                 | -                 | -                 | -          | -          | -          | -                              | -                              | -                              | -                              | -      | -      | -      | 2     | 0     | 0     |
| 1993-1994             | FC Metz                | D1                    | 24          | 1           | -           | 1               | 0               | -               | -                 | -                 | -                 | -          | -          | -          | -                              | -                              | -                              | -                              | -      | -      | -      | 25    | 1     | 0     |
| 1994-1995             | FC Metz                | D1                    | 35          | 9           | -           | 5               | 0               | -               | 1                 | 0                 | -                 | -          | -          | -          | -                              | -                              | -                              | -                              | -      | -      | -      | 41    | 9     | 0     |
| 1995-1996             | FC Metz                | D1                    | 38          | 11          | 2           | 2               | 1               | -               | 5                 | 1                 | -                 | -          | -          | -          | CI                             | 4                              | 0                              | -                              | -      | -      | -      | 49    | 13    | 2     |
| 1996-1997             | FC Metz                | D1                    | 32          | 11          | 2           | 1               | 1               | -               | 2                 | 0                 | -                 | -          | -          | -          | C3                             | 6                              | 0                              | -                              | 6      | 2      | 0      | 47    | 14    | 2     |
| 1997-1998             | FC Metz                | D1                    | 31          | 11          | 7           | 3               | 0               | -               | 3                 | 2                 | -                 | -          | -          | -          | C3                             | 3                              | 0                              | -                              | 11     | 0      | 1      | 51    | 13    | 8     |
| Sous-total            | Sous-total             | Sous-total            | 162         | 43          | 11          | 12              | 2               | -               | 11                | 3                 | -                 | -          | -          | -          | -                              | 13                             | 0                              | -                              | 17     | 2      | 1      | 215   | 50    | 12    |
| 1998-1999             | Olympique de Marseille | D1                    | 34          | 6           | 7           | 1               | 0               | -               | 1                 | 0                 | -                 | -          | -          | -          | C3                             | 11                             | 3                              | 2                              | 10     | 1      | 1      | 57    | 10    | 10    |
| 1999-2000             | Olympique de Marseille | D1                    | 32          | 2           | 9           | 2               | 1               | -               | 1                 | 0                 | -                 | -          | -          | -          | C1                             | 11                             | 2                              | 1                              | 10     | 2      | 1      | 56    | 7     | 11    |
| Sous-total            | Sous-total             | Sous-total            | 66          | 8           | 16          | 3               | 1               | -               | 2                 | 0                 | -                 | -          | -          | -          | -                              | 22                             | 5                              | 3                              | 20     | 3      | 2      | 113   | 17    | 21    |
| 2000-2001             | Arsenal FC             | PL                    | 33          | 4           | 7           | 6               | 3               | 1               | -                 | -                 | -                 | -          | -          | -          | C1                             | 12                             | 1                              | 3                              | 12     | 3      | 4      | 63    | 11    | 15    |
| 2001-2002             | Arsenal FC             | PL                    | 28          | 9           | 15          | 5               | 1               | 1               | -                 | -                 | -                 | -          | -          | -          | C1                             | 12                             | 3                              | 0                              | 5      | 2      | 2      | 50    | 15    | 18    |
| 2002-2003             | Arsenal FC             | PL                    | 26          | 14          | 4           | 6               | 1               | 0               | 1                 | 1                 | 0                 | -          | -          | -          | C1                             | 9                              | 0                              | 1                              | 7      | 4      | 1      | 49    | 20    | 6     |
| 2003-2004             | Arsenal FC             | PL                    | 36          | 14          | 8           | 4               | 1               | 0               | -                 | -                 | -                 | 1          | 0          | 0          | C1                             | 10                             | 4                              | 1                              | 13     | 0      | 3      | 64    | 19    | 12    |
| 2004-2005             | Arsenal FC             | PL                    | 33          | 14          | 4           | 6               | 2               | 2               | -                 | -                 | -                 | -          | -          | -          | C1                             | 8                              | 1                              | 1                              | 5      | 0      | 0      | 52    | 17    | 7     |
| 2005-2006             | Arsenal FC             | PL                    | 33          | 7           | 3           | 1               | 2               | 0               | 1                 | 0                 | 0                 | 1          | 0          | 0          | C1                             | 12                             | 2                              | 1                              | -      | -      | -      | 48    | 11    | 4     |
| Sous-total            | Sous-total             | Sous-total            | 189         | 62          | 41          | 28              | 10              | 6               | 2                 | 1                 | 0                 | 2          | 0          | 0          | -                              | 63                             | 11                             | 7                              | 42     | 9      | 10     | 326   | 93    | 64    |
| 2006-2007             | Villarreal CF          | Liga                  | 11          | 3           | 1           | -               | -               | -               | -                 | -                 | -                 | -          | -          | -          | CI                             | 2                              | 0                              | 0                              | -      | -      | -      | 13    | 3     | 1     |
| 2007-2008             | Villarreal CF          | Liga                  | 32          | 3           | 4           | 5               | 1               | 0               | -                 | -                 | -                 | -          | -          | -          | C3                             | 2                              | 0                              | 1                              | -      | -      | -      | 39    | 4     | 5     |
| 2008-2009             | Villarreal CF          | Liga                  | 32          | 3           | 9           | -               | -               | -               | -                 | -                 | -                 | -          | -          | -          | C1                             | 8                              | 1                              | 2                              | -      | -      | -      | 40    | 4     | 11    |
| 2009-2010             | Villarreal CF          | Liga                  | 28          | 4           | 1           | 2               | 1               | 0               | -                 | -                 | -                 | -          | -          | -          | C3                             | 7                              | 2                              | 1                              | -      | -      | -      | 37    | 7     | 2     |
| Sous-total            | Sous-total             | Sous-total            | 103         | 13          | 15          | 7               | 2               | 0               | -                 | -                 | -                 | -          | -          | -          | -                              | 19                             | 3                              | 4                              | -      | -      | -      | 129   | 18    | 19    |
| 2010-2011             | Aston Villa FC         | PL                    | 9           | 0           | 0           | 2               | 1               | 0               | 1                 | 0                 | 0                 | -          | -          | -          | -                              | -                              | -                              | -                              | -      | -      | -      | 12    | 1     | 0     |
| 2014                  | FC Goa                 | ISL                   | 8           | 1           | 0           | -               | -               | -               | -                 | -                 | -                 | -          | -          | -          | -                              | -                              | -                              | -                              | -      | -      | -      | 8     | 1     | 0     |
| Total sur la carrière | Total sur la carrière  | Total sur la carrière | 565         | 134         | 83          | 52              | 16              | 4               | 16                | 4                 | 0                 | 2          | 0          | 0          | -                              | 117                            | 19                             | 14                             | 79     | 14     | 13     | 831   | 187   | 114   |

### Buts en sélection
| Buts internationaux de Robert Pirès | Buts internationaux de Robert Pirès                                                                                           | Buts internationaux de Robert Pirès                                                                                           | Buts internationaux de Robert Pirès                                                                                           | Buts internationaux de Robert Pirès                                                                                           | Buts internationaux de Robert Pirès                                                                                           | Buts internationaux de Robert Pirès                                                                                           | Buts internationaux de Robert Pirès                                                                                           | Buts internationaux de Robert Pirès                                                                                           | Buts internationaux de Robert Pirès                                                                                           |
| #                                   | Date | Lieu | Adversaire | Résultat | Compétition | Détails | Détails | Détails | Sél. |
| ----------------------------------- | --- | --- | --- | --- | --- | --- | --- | --- | --- |
| 1                                   | 9 octobre 1996 | Parc des Princes, Paris, France                                                                                               | Turquie | V 4 - 0 | Match amical | 83e | du pied droit | 4-0 | 2e |
| 2                                   | 26 février 1997 | Parc des Princes, Paris, France                                                                                               | Pays-Bas | V 2 - 1 | Match amical | 75e | du pied gauche | 1-1 | 5e |
| 3                                   | 10 octobre 1998 | Stade Loujniki, Moscou, Russie                                                                                                | Russie | V 3 - 2 | Éliminatoires de l'Euro 2000                                                                                                  | 28e | du pied droit | 2-0 | 20e |
| 4                                   | 13 novembre 1999 | Stade de France, Saint-Denis, France                                                                                          | Croatie | V 3 - 0 | Match amical | 46e | du pied droit | 1-0 | 30e |
| 5                                   | 28 mai 2000 | Stade Maksimir, Zagreb, Croatie                                                                                               | Croatie | V 2 - 0 | Match amical | 26e | du pied droit | 1-0 | 34e |
| 6                                   | 16 août 2000 | Stade Vélodrome, Marseille, France                                                                                            | Sélection FIFA | V 5 - 1 | Match amical | 55e | du pied droit | 4-0 | 39e |
| 7                                   | 3 juin 2001 | Stade d'Ulsan Munsu, Daegu, Corée du Sud                                                                                      | Mexique | V 4 - 0 | Premier tour de la Coupe des confédérations 2001                                                                              | 71e | du pied gauche | 3-0 | 47e |
| 8                                   | 7 juin 2001 | Stade de Suwon, Suwon, Corée du Sud                                                                                           | Brésil | V 2 - 1 | Demi-finale de la Coupe des confédérations 2001                                                                               | 6e | du pied droit | 1-0 | 48e |
| 9                                   | 15 août 2001 | Stade de la Beaujoire, Nantes, France                                                                                         | Danemark | V 1 - 0 | Match amical | 13e | du pied droit | 1-0 | 50e |
| 10                                  | 6 octobre 2001 | Stade de France, Saint-Denis, France                                                                                          | Algérie | V 4 - 1 | Match amical | 54e | du pied droit | 4-1 | 52e |
| 11                                  | 30 avril 2003 | Stade de France, Saint-Denis, France                                                                                          | Égypte | V 5 - 0 | Match amical | 46e | du pied droit | 3-0 | 56e |
| 12                                  | 20 juin 2003 | Stade Geoffroy-Guichard, Saint-Étienne, France                                                                                | Japon | V 2 - 1 | Premier tour de la Coupe des confédérations 2003                                                                              | 42e | s.p. du pied droit | 1-0 | 58e |
| 13                                  | 22 juin 2003 | Stade de France, Saint-Denis, France                                                                                          | Nouvelle-Zélande | V 5 - 0 | Premier tour de la Coupe des confédérations 2003                                                                              | 90+2e | du pied droit | 5-0 | 59e |
| 14                                  | 26 juin 2003 | Stade de France, Saint-Denis, France                                                                                          | Turquie | V 3 - 2 | Demi-finale de la Coupe des confédérations 2003                                                                               | 25e | du pied gauche | 2-0 | 60e |
| Total                               | 14 buts (11 du pied droit et 3 du pied gauche), dont 1 pénalty, en 79 sélections entre le 31 août 1996 et le 13 octobre 2004. | 14 buts (11 du pied droit et 3 du pied gauche), dont 1 pénalty, en 79 sélections entre le 31 août 1996 et le 13 octobre 2004. | 14 buts (11 du pied droit et 3 du pied gauche), dont 1 pénalty, en 79 sélections entre le 31 août 1996 et le 13 octobre 2004. | 14 buts (11 du pied droit et 3 du pied gauche), dont 1 pénalty, en 79 sélections entre le 31 août 1996 et le 13 octobre 2004. | 14 buts (11 du pied droit et 3 du pied gauche), dont 1 pénalty, en 79 sélections entre le 31 août 1996 et le 13 octobre 2004. | 14 buts (11 du pied droit et 3 du pied gauche), dont 1 pénalty, en 79 sélections entre le 31 août 1996 et le 13 octobre 2004. | 14 buts (11 du pied droit et 3 du pied gauche), dont 1 pénalty, en 79 sélections entre le 31 août 1996 et le 13 octobre 2004. | 14 buts (11 du pied droit et 3 du pied gauche), dont 1 pénalty, en 79 sélections entre le 31 août 1996 et le 13 octobre 2004. | 14 buts (11 du pied droit et 3 du pied gauche), dont 1 pénalty, en 79 sélections entre le 31 août 1996 et le 13 octobre 2004. |

### Matchs internationaux
| Matchs internationaux de Robert Pirès | Matchs internationaux de Robert Pirès | Matchs internationaux de Robert Pirès          | Matchs internationaux de Robert Pirès | Matchs internationaux de Robert Pirès | Matchs internationaux de Robert Pirès            | Matchs internationaux de Robert Pirès                                    |
| #                                     | Date                                  | Lieu                                           | Adversaire                            | Résultat                              | Compétition                                      | Notes                                                                    |
| ------------------------------------- | ------------------------------------- | ---------------------------------------------- | ------------------------------------- | ------------------------------------- | ------------------------------------------------ | ------------------------------------------------------------------------ |
| 1                                     | 31 août 1996                          | Parc des Princes, Paris, France                | Mexique                               | V 2 - 0                               | Match amical                                     | Entre en jeu à la place de Patrice Loko à la 46e minute.                 |
| 2                                     | 9 octobre 1996                        | Parc des Princes, Paris, France                | Turquie                               | V 4 - 0                               | Match amical                                     | Entre en jeu à la place de Patrice Loko à la 72e minute, puis buteur.    |
| 3                                     | 9 novembre 1996                       | Parken Stadium, Copenhague, Danemark           | Danemark                              | D 0 - 1                               | Match amical                                     | Entre en jeu à la place de Reynald Pedros à la 72e minute.               |
| 4                                     | 22 janvier 1997                       | Estádio 1.º de Maio (pt), Braga, Portugal      | Portugal                              | V 2 - 0                               | Match amical                                     | Titulaire, remplacé par Patrick Blondeau à la 78e minute.                |
| 5                                     | 26 février 1997                       | Parc des Princes, Paris, France                | Pays-Bas                              | V 2 - 1                               | Match amical                                     | Entre en jeu à la place de Pierre Laigle à la 33e minute, puis buteur.   |
| 6                                     | 3 juin 1997                           | Stade de Gerland, Lyon, France                 | Brésil                                | N 1 - 1                               | Tournoi de France 1997                           | Titulaire, remplacé par Marc Keller à la 46e minute.                     |
| 7                                     | 11 octobre 1997                       | Stade Bollaert, Lens, France                   | Afrique du Sud                        | V 2 - 1                               | Match amical                                     | Titulaire, remplacé par Zinédine Zidane à la 46e minute.                 |
| 8                                     | 28 janvier 1998                       | Stade de France, Saint-Denis, France           | Espagne                               | V 1 - 0                               | Match amical                                     | Entre en jeu à la place de Ibrahim Ba à la 62e minute.                   |
| 9                                     | 25 février 1998                       | Stade Vélodrome, Marseille, France             | Norvège                               | N 3 - 3                               | Match amical                                     | Titulaire.                                                               |
| 10                                    | 25 mars 1998                          | Stade Dynamo, Moscou, Russie                   | Russie                                | D 0 - 1                               | Match amical                                     | Entre en jeu à la place de Sabri Lamouchi à la 74e minute.               |
| 11                                    | 22 avril 1998                         | Stade Råsunda, Stockholm, Suède                | Suède                                 | N 0 - 0                               | Match amical                                     | Entre en jeu à la place de Zinédine Zidane à la 46e minute.              |
| 12                                    | 27 mai 1998                           | Stade Mohammed-V, Casablanca, Maroc            | Belgique                              | V 1 - 0                               | Tournoi Hassan II 1998                           | Titulaire, remplacé par Thierry Henry à la 63e minute.                   |
| 13                                    | 29 mai 1998                           | Stade Mohammed-V, Casablanca, Maroc            | Maroc                                 | N 2 - 2 5-6 t.a.b                     | Tournoi Hassan II 1998                           | Entre en jeu à la place de Bernard Diomède à la 76e minute.              |
| 14                                    | 5 juin 1998                           | Olympiastadion, Helsinki, Finlande             | Finlande                              | V 1 - 0                               | Match amical                                     | Entre en jeu à la place de Zinédine Zidane à la 90e minute.              |
| 15                                    | 18 juin 1998                          | Stade de France, Saint-Denis, France           | Arabie saoudite                       | V 4 - 0                               | Premier tour de la Coupe du monde 1998           | Entre en jeu à la place de Thierry Henry à la 78e minute.                |
| 16                                    | 24 juin 1998                          | Stade de Gerland, Lyon, France                 | Danemark                              | V 2 - 1                               | Premier tour de la Coupe du monde 1998           | Titulaire, remplacé par Thierry Henry à la 72e minute.                   |
| 17                                    | 28 juin 1998                          | Stade Bollaert, Lens, France                   | Paraguay                              | V 1 - 0 b.e.o                         | Huitième de finale de la Coupe du monde 1998     | Entre en jeu à la place de Thierry Henry à la 65e minute.                |
| 18                                    | 19 août 1998                          | Stade Ernst-Happel, Vienne, Autriche           | Autriche                              | N 2 - 2                               | Match amical                                     | Entre en jeu à la place de Thierry Henry à la 65e minute.                |
| 19                                    | 5 septembre 1998                      | Laugardalsvöllur, Reykjavik, Islande           | Islande                               | N 1 - 1                               | Éliminatoires de l'Euro 2000                     | Titulaire.                                                               |
| 20                                    | 10 octobre 1998                       | Stade Loujniki, Moscou, Russie                 | Russie                                | V 3 - 2                               | Éliminatoires de l'Euro 2000                     | Titulaire et buteur.                                                     |
| 21                                    | 14 octobre 1998                       | Stade de France, Saint-Denis, France           | Andorre                               | V 2 - 0                               | Éliminatoires de l'Euro 2000                     | Entre en jeu à la place de David Trezeguet à la 69e minute.              |
| 22                                    | 20 janvier 1999                       | Stade Vélodrome, Marseille, France             | Maroc                                 | V 1 - 0                               | Match amical                                     | Entre en jeu à la place de Christophe Dugarry à la 46e minute.           |
| 23                                    | 10 février 1999                       | Stade de Wembley, Londres, Angleterre          | Angleterre                            | V 2 - 0                               | Match amical                                     | Titulaire, remplacé par Christophe Dugarry à la 46e minute.              |
| 24                                    | 27 mars 1999                          | Stade de France, Saint-Denis, France           | Ukraine                               | N 0 - 0                               | Éliminatoires de l'Euro 2000                     | Titulaire, remplacé par Vikash Dhorasoo à la 84e minute.                 |
| 25                                    | 31 mars 1999                          | Stade de France, Saint-Denis, France           | Arménie                               | V 2 - 0                               | Éliminatoires de l'Euro 2000                     | Entre en jeu à la place de Youri Djorkaeff à la 69e minute.              |
| 26                                    | 5 juin 1999                           | Stade de France, Saint-Denis, France           | Russie                                | D 2 - 3                               | Éliminatoires de l'Euro 2000                     | Entre en jeu à la place de Vincent Candela à la 89e minute.              |
| 27                                    | 9 juin 1999                           | Stade de Montjuïc, Barcelone, Espagne          | Andorre                               | V 1 - 0                               | Éliminatoires de l'Euro 2000                     | Entre en jeu à la place de Vikash Dhorasoo à la 61e minute.              |
| 28                                    | 18 août 1999                          | Windsor Park, Belfast, Irlande du Nord         | Irlande du Nord                       | V 1 - 0                               | Match amical                                     | Titulaire.                                                               |
| 29                                    | 4 septembre 1999                      | Olimpiski, Kiev, Ukraine                       | Ukraine                               | N 0 - 0                               | Éliminatoires de l'Euro 2000                     | Entre en jeu à la place de Youri Djorkaeff à la 69e minute.              |
| 30                                    | 13 novembre 1999                      | Stade de France, Saint-Denis, France           | Croatie                               | V 3 - 0                               | Match amical                                     | Titulaire et buteur, remplacé par Tony Vairelles à la 60e minute.        |
| 31                                    | 23 février 2000                       | Stade de France, Saint-Denis, France           | Pologne                               | V 1 - 0                               | Match amical                                     | Entre en jeu à la place de Sylvain Wiltord à la 58e minute.              |
| 32                                    | 29 mars 2000                          | Hampden Park, Glasgow, Écosse                  | Écosse                                | V 2 - 0                               | Match amical                                     | Entre en jeu à la place de Christophe Dugarry à la 73e minute.           |
| 33                                    | 26 avril 2000                         | Stade de France, Saint-Denis, France           | Slovénie                              | V 3 - 2                               | Match amical                                     | Titulaire, remplacé par Tony Vairelles à la 63e minute.                  |
| 34                                    | 28 mai 2000                           | Stade Maksimir, Zagreb, Croatie                | Croatie                               | V 2 - 0                               | Match amical                                     | Titulaire et buteur, remplacé par David Trezeguet à la 46e minute.       |
| 35                                    | 4 juin 2000                           | Stade Mohammed-V, Casablanca, Maroc            | Japon                                 | N 2 - 2 4-2 t.a.b                     | Tournoi Hassan II 2000                           | Titulaire, remplacé par Youri Djorkaeff à la 46e minute.                 |
| 36                                    | 21 juin 2000                          | Amsterdam Arena, Amsterdam, Pays-Bas           | Pays-Bas                              | D 2 - 3                               | Premier tour de l'Euro 2000                      | Titulaire.                                                               |
| 37                                    | 28 juin 2000                          | Stade Roi Baudouin, Bruxelles, Belgique        | Portugal                              | V 2 - 1 b.e.o                         | Demi-finale de l'Euro 2000                       | Entre en jeu à la place d'Emmanuel Petit à la 87e minute.                |
| 38                                    | 2 juillet 2000                        | Stade de Feyenoord, Rotterdam, Pays-Bas        | Italie                                | V 2 - 1 b.e.o                         | Finale de l'Euro 2000                            | Entre en jeu à la place de Bixente Lizarazu à la 86e minute.             |
| 39                                    | 16 août 2000                          | Stade Vélodrome, Marseille, France             | Sélection FIFA                        | V 5 - 1                               | Match amical                                     | Entre en jeu à la place d'Emmanuel Petit à la 46e minute, puis buteur.   |
| 40                                    | 2 septembre 2000                      | Stade de France, Saint-Denis, France           | Angleterre                            | N 1 - 1                               | Match amical                                     | Entre en jeu à la place de Zinédine Zidane à la 65e minute.              |
| 41                                    | 27 février 2001                       | Stade de France, Saint-Denis, France           | Allemagne                             | V 1 - 0                               | Match amical                                     | Entre en jeu à la place de Sylvain Wiltord à la 53e minute.              |
| 42                                    | 24 mars 2001                          | Stade de France, Saint-Denis, France           | Japon                                 | V 5 - 0                               | Match amical                                     | Titulaire, remplacé par Johan Micoud à la 60e minute.                    |
| 43                                    | 28 mars 2001                          | Stade de Mestalla, Valence, Espagne            | Espagne                               | D 1 - 2                               | Match amical                                     | Entre en jeu à la place de Claude Makélélé à la 58e minute.              |
| 44                                    | 25 avril 2001                         | Stade de France, Saint-Denis, France           | Portugal                              | V 4 - 0                               | Match amical                                     | Titulaire.                                                               |
| 45                                    | 30 mai 2001                           | Stade de Daegu, Daegu, Corée du Sud            | Corée du Sud                          | V 5 - 0                               | Premier tour de la Coupe des confédérations 2001 | Titulaire, remplacé par Olivier Dacourt à la 82e minute.                 |
| 46                                    | 1er juin 2001                         | Stade de Daegu, Daegu, Corée du Sud            | Australie                             | D 0 - 1                               | Premier tour de la Coupe des confédérations 2001 | Entre en jeu à la place d'Olivier Dacourt à la 74e minute.               |
| 47                                    | 3 juin 2001                           | Stade d'Ulsan Munsu, Daegu, Corée du Sud       | Mexique                               | V 4 - 0                               | Premier tour de la Coupe des confédérations 2001 | Titulaire et buteur, remplacé par Olivier Dacourt à la 85e minute.       |
| 48                                    | 7 juin 2001                           | Stade de Suwon, Suwon, Corée du Sud            | Brésil                                | V 2 - 1                               | Demi-finale de la Coupe des confédérations 2001  | Titulaire et buteur.                                                     |
| 49                                    | 10 juin 2001                          | Stade de Yokohama, Yokohama, Japon             | Japon                                 | V 1 - 0                               | Finale de la Coupe des confédérations 2001       | Titulaire.                                                               |
| 50                                    | 15 août 2001                          | Stade de la Beaujoire, Nantes, France          | Danemark                              | V 1 - 0                               | Match amical                                     | Titulaire et buteur, remplacé par Johan Micoud à la 63e minute.          |
| 51                                    | 1er septembre 2001                    | Estadio Nacional de Chile, Santiago, Chili     | Chili                                 | D 1 - 2                               | Match amical                                     | Titulaire, remplacé par Steve Marlet à la 68e minute.                    |
| 52                                    | 6 octobre 2001                        | Stade de France, Saint-Denis, France           | Algérie                               | V 4 - 1                               | Match amical                                     | Titulaire et buteur.                                                     |
| 53                                    | 11 novembre 2001                      | Cricket Ground, Melbourne, Australie           | Australie                             | N 1 - 1                               | Match amical                                     | Titulaire.                                                               |
| 54                                    | 13 février 2002                       | Stade de France, Saint-Denis, France           | Roumanie                              | V 2 - 1                               | Match amical                                     | Titulaire.                                                               |
| 55                                    | 12 février 2003                       | Stade de France, Saint-Denis, France           | Tchéquie                              | D 0 - 2                               | Match amical                                     | Entre en jeu à la place de Steve Marlet à la 46e minute.                 |
| 56                                    | 30 avril 2003                         | Stade de France, Saint-Denis, France           | Égypte                                | V 5 - 0                               | Match amical                                     | Titulaire et buteur, remplacé par Jérôme Rothen à la 65e minute.         |
| 57                                    | 18 juin 2003                          | Stade de Gerland, Lyon, France                 | Colombie                              | V 1 - 0                               | Premier tour de la Coupe des confédérations 2003 | Entre en jeu à la place d'Olivier Kapo à la 61e minute.                  |
| 58                                    | 20 juin 2003                          | Stade Geoffroy-Guichard, Saint-Étienne, France | Japon                                 | V 2 - 1                               | Premier tour de la Coupe des confédérations 2003 | Titulaire, capitaine et buteur.                                          |
| 59                                    | 22 juin 2003                          | Stade de France, Saint-Denis, France           | Nouvelle-Zélande                      | V 5 - 0                               | Premier tour de la Coupe des confédérations 2003 | Entre en jeu à la place de Sylvain Wiltord à la 75e minute, puis buteur. |
| 60                                    | 26 juin 2003                          | Stade de France, Saint-Denis, France           | Turquie                               | V 3 - 2                               | Demi-finale de la Coupe des confédérations 2003  | Titulaire et buteur, remplacé par Olivier Kapo à la 69e minute.          |
| 61                                    | 29 juin 2003                          | Stade de France, Saint-Denis, France           | Cameroun                              | V 1 - 0                               | Finale de la Coupe des confédérations 2003       | Entre en jeu à la place de Sylvain Wiltord à la 65e minute.              |
| 62                                    | 20 août 2003                          | Stade de Genève, Genève, Suisse                | Suisse                                | V 2 - 0                               | Match amical                                     | Entre en jeu à la place de David Trezeguet à la 61e minute.              |
| 63                                    | 6 septembre 2003                      | Stade de France, Saint-Denis, France           | Chypre                                | V 5 - 0                               | Éliminatoires de l'Euro 2004                     | Titulaire.                                                               |
| 64                                    | 10 septembre 2003                     | Stade central, Ljubljana, Slovénie             | Slovénie                              | V 2 - 0                               | Éliminatoires de l'Euro 2004                     | Entre en jeu à la place de Zinédine Zidane à la 78e minute.              |
| 65                                    | 11 octobre 2003                       | Stade de France, Saint-Denis, France           | Israël                                | V 3 - 0                               | Éliminatoires de l'Euro 2004                     | Titulaire, remplacé par Steve Marlet à la 86e minute.                    |
| 66                                    | 15 novembre 2003                      | Aufschalke Arena, Gelsenkirchen, Allemagne     | Allemagne                             | V 3 - 0                               | Match amical                                     | Titulaire, remplacé par Sylvain Wiltord à la 73e minute.                 |
| 67                                    | 18 février 2004                       | Stade Roi Baudouin, Bruxelles, Belgique        | Belgique                              | V 2 - 0                               | Match amical                                     | Entre en jeu à la place de Sidney Govou à la 46e minute.                 |
| 68                                    | 20 mai 2004                           | Stade de France, Saint-Denis, France           | Brésil                                | N 0 - 0                               | Match amical                                     | Titulaire, remplacé par Sylvain Wiltord à la 46e minute.                 |
| 69                                    | 28 mai 2004                           | Stade de la Mosson, Montpellier, France        | Andorre                               | V 4 - 0                               | Match amical                                     | Titulaire.                                                               |
| 70                                    | 6 juin 2004                           | Stade de France, Saint-Denis, France           | Ukraine                               | V 1 - 0                               | Match amical                                     | Titulaire, remplacé par Sylvain Wiltord à la 83e minute.                 |
| 71                                    | 13 juin 2004                          | Stade de Luz, Lisbonne, Portugal               | Angleterre                            | V 2 - 1                               | Premier tour de l'Euro 2004                      | Titulaire, remplacé par Sylvain Wiltord à la 75e minute.                 |
| 72                                    | 17 juin 2004                          | Stade Dr Magalhães Pessoa, Leiria, Portugal    | Croatie                               | N 2 - 2                               | Premier tour de l'Euro 2004                      | Entre en jeu à la place de Sylvain Wiltord à la 70e minute.              |
| 73                                    | 21 juin 2004                          | Stade municipal, Coimbra, Portugal             | Suisse                                | V 3 - 1                               | Premier tour de l'Euro 2004                      | Titulaire.                                                               |
| 74                                    | 25 juin 2004                          | Estádio José Alvalade XXI, Lisbonne, Grèce     | Grèce                                 | D 0 - 1                               | Quart de finale de l'Euro 2004                   | Titulaire, remplacé par Jérôme Rothen à la 79e minute.                   |
| 75                                    | 18 août 2004                          | Stade de la route de Lorient, Rennes, France   | Bosnie-Herzégovine                    | N 1 - 1                               | Match amical                                     | Entre en jeu à la place de Patrice Évra à la 46e minute.                 |
| 76                                    | 4 septembre 2004                      | Stade de France, Saint-Denis, France           | Israël                                | N 0 - 0                               | Éliminatoires de la Coupe du monde 2006          | Entre en jeu à la place de Jérôme Rothen à la 66e minute.                |
| 77                                    | 8 septembre 2004                      | Tórsvøllur, Torshavn, Îles Féroé               | Îles Féroé                            | V 2 - 0                               | Éliminatoires de la Coupe du monde 2006          | Titulaire.                                                               |
| 78                                    | 9 octobre 2004                        | Stade de France, Saint-Denis, France           | République d'Irlande                  | N 0 - 0                               | Éliminatoires de la Coupe du monde 2006          | Titulaire.                                                               |
| 79                                    | 13 octobre 2004                       | Stade GSP, Nicosie, Chypre                     | Chypre                                | V 2 - 0                               | Éliminatoires de la Coupe du monde 2006          | Titulaire, remplacé par Daniel Moreira à la 46e minute.                  |

## Palmarès

### En club

#### FC Metz
- Championnat de France :
  - Vice-champion : 1998.

- Coupe de la Ligue (1) :
  - Vainqueur : 1996

#### Olympique de Marseille
- Championnat de France :
  - Vice-champion : 1999.

- Coupe UEFA :
  - Finaliste : 1999

#### Arsenal
- Championnat d'Angleterre (2) :
  - Champion : 2002, 2004.
  - Vice-champion : 2001, 2003, 2005.

- Coupe d'Angleterre (2) :
  - Vainqueur : 2003, 2005.
  - Finaliste : 2001.
- Ligue des champions : 
  - Finaliste : 2006.

#### Villarreal CF
- Championnat d'Espagne :
  - Vice-champion : 2008.

### En sélection nationale
Équipe de France
- Coupe du monde (1) :
  - Vainqueur : 1998.

- Championnat d'Europe (1) :
  - Vainqueur : 2000.
- Coupe des Confédérations (2) :
  - Vainqueur : 2001, 2003.

### Distinctions individuelles
- Élu Onze de Bronze en 2001
- Élu Footballeur de l'année de la FWA en 2002
- Élu meilleur joueur de la Coupe des Confédérations en 2001
- Élu meilleur espoir de Division 1 aux Trophées UNFP en 1996
- Élu Joueur du mois du championnat d'Angleterre en février 2003
- Meilleur buteur de la Coupe des Confédérations en 2001 (2 buts)
- Meilleur passeur du Championnat d'Angleterre en 2001-2002[58]
- Élu 6e du Top 50 des meilleurs joueurs de l'histoire d'Arsenal en 2008[59]
- Meilleur buteur français de l'histoire en Coupe des Confédérations (5 buts)
- Recordman français du plus grand nombre de matchs en Coupe des Confédérations (10 matches)
- Nommé dans l'équipe type de la Coupe des Confédérations en 2001
- Nommé dans l'équipe type de la Premier League en 2002, 2003 et 2004
- Nommé dans l'équipe type de Ligue 1 des Trophées UNFP en 1998[60]
- Nommé dans l'équipe type spéciale 20 ans des Trophées UNFP en 2011
- Nommé au FIFA 100 en 2004

#### Décoration
- Chevalier de la Légion d'honneur le 1er septembre 1998